# Verbandsgemeinde Saarburg-Kell

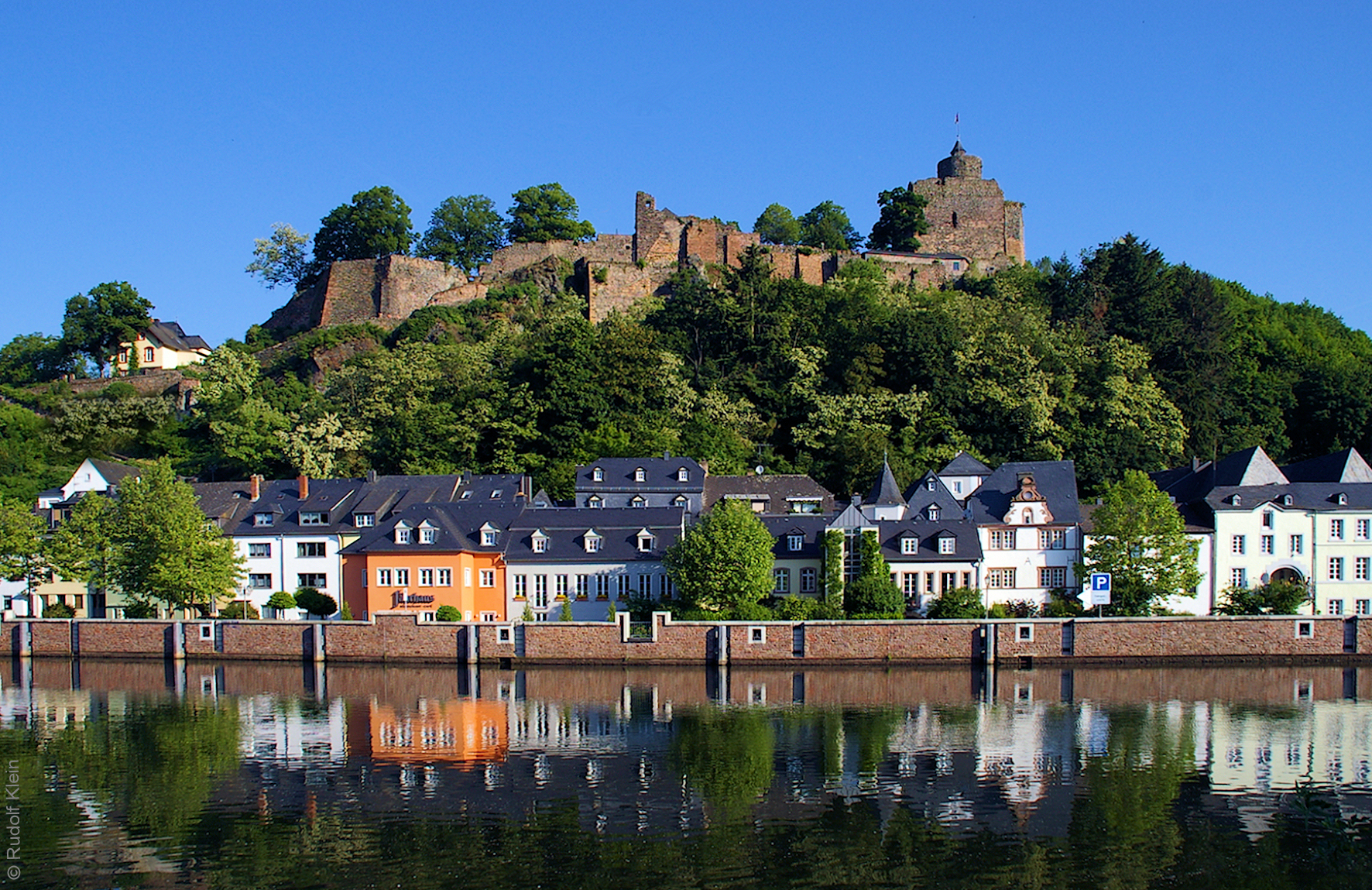
Die Saarburg

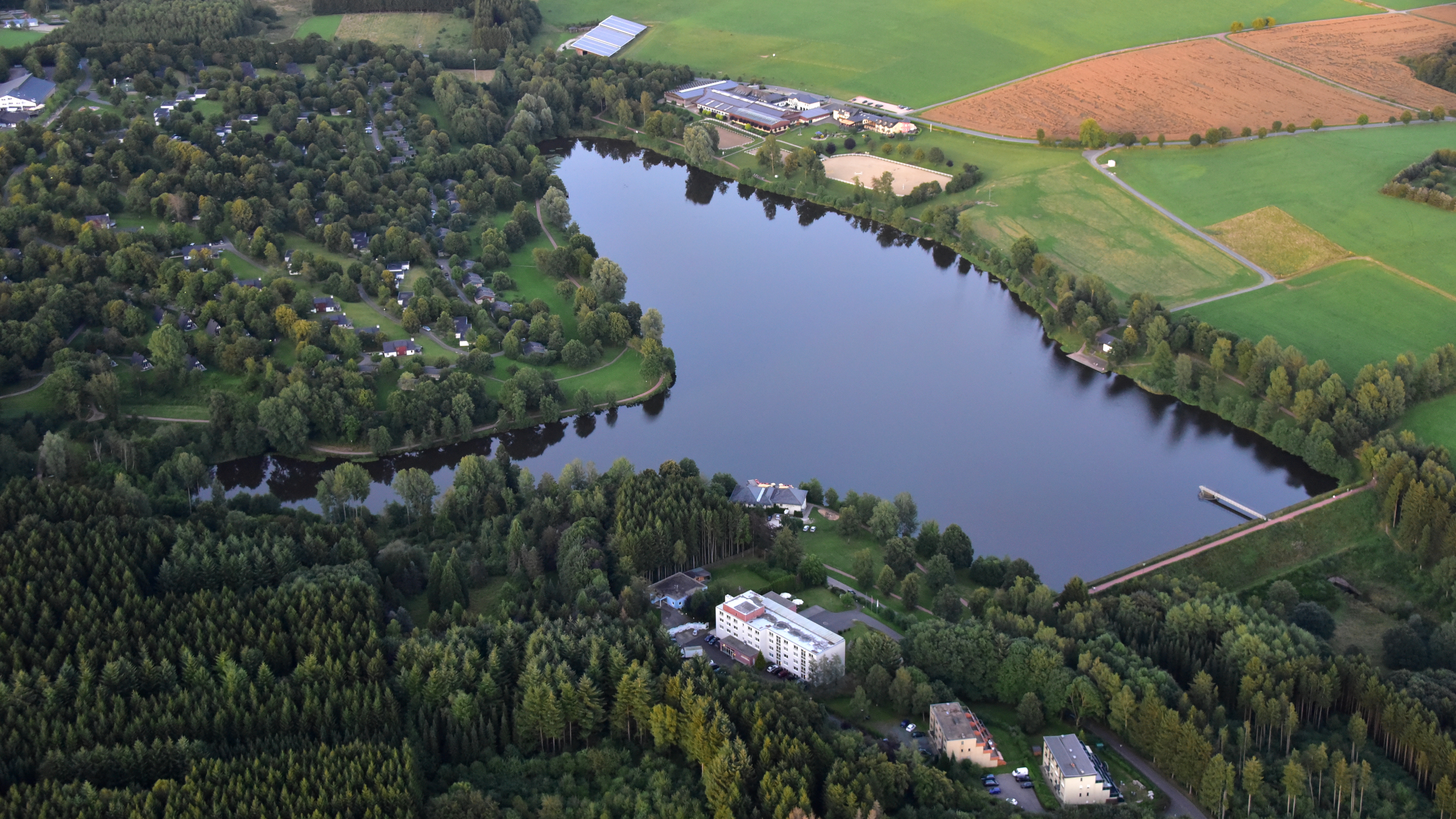
Keller Stausee

Die Verbandsgemeinde Saarburg-Kell ist eine rheinland-pfälzische Verbandsgemeinde im Landkreis Trier-Saarburg und entstand zum 1. Januar 2019 aus dem freiwilligen Zusammenschluss der Verbandsgemeinden Saarburg und Kell am See.
Saarburg ist der Hauptverwaltungsort, in Kell am See blieben Außenstellen, zum Beispiel ein Bürgerbüro, erhalten. Die Verbandsgemeinde Saarburg-Kell ist mit 33.586 Einwohnern und 28 Ortsgemeinden sowie der Stadt Saarburg die größte im Landkreis Trier-Saarburg.

## Verbandsangehörige Gemeinden
| Name             | bisher zugehörig | Fläche (km²) | Einwohner (1950) | Einwohner (31. Dezember 2024) |
| ---------------- | ---------------- | ------------ | ---------------- | ----------------------------- |
| Ayl              | VG Saarburg      | 7,58         | 931              | 1.606                         |
| Baldringen       | VG Kell am See   | 1,76         | 162              | 264                           |
| Fisch            | VG Saarburg      | 6,88         | 302              | 429                           |
| Freudenburg      | VG Saarburg      | 11,00        | 1.396            | 1.788                         |
| Greimerath       | VG Kell am See   | 12,12        | 873              | 962                           |
| Heddert          | VG Kell am See   | 4,90         | 204              | 296                           |
| Hentern          | VG Kell am See   | 6,15         | 344              | 457                           |
| Irsch            | VG Saarburg      | 15,21        | 1.249            | 1.624                         |
| Kastel-Staadt    | VG Saarburg      | 5,23         | 455              | 415                           |
| Kell am See      | VG Kell am See   | 28,26        | 1.385            | 1.911                         |
| Kirf             | VG Saarburg      | 19,15        | 954              | 839                           |
| Lampaden         | VG Kell am See   | 8,16         | 503              | 558                           |
| Mandern          | VG Kell am See   | 23,96        | 816              | 835                           |
| Mannebach        | VG Saarburg      | 6,02         | 349              | 347                           |
| Merzkirchen      | VG Saarburg      | 18,21        | 916              | 792                           |
| Ockfen           | VG Saarburg      | 2,46         | 495              | 585                           |
| Palzem           | VG Saarburg      | 21,30        | 1.378            | 1.505                         |
| Paschel          | VG Kell am See   | 4,30         | 195              | 225                           |
| Saarburg, Stadt  | VG Saarburg      | 20,36        | 4.942            | 7.504                         |
| Schillingen      | VG Kell am See   | 19,58        | 902              | 1.165                         |
| Schoden          | VG Saarburg      | 5,14         | 393              | 763                           |
| Schömerich       | VG Kell am See   | 2,46         | 163              | 142                           |
| Serrig           | VG Saarburg      | 17,63        | 1.431            | 1.587                         |
| Taben-Rodt       | VG Saarburg      | 16,16        | 752              | 784                           |
| Trassem          | VG Saarburg      | 7,53         | 650              | 1.121                         |
| Vierherrenborn   | VG Kell am See   | 8,57         | -                | 183                           |
| Waldweiler       | VG Kell am See   | 11,08        | 629              | 831                           |
| Wincheringen     | VG Saarburg      | 18,72        | 1.543            | 2.553                         |
| Zerf             | VG Kell am See   | 28,87        | 1.156            | 1.515                         |
| VG Saarburg-Kell |                  | 359,85       | 25.595           | 33.586                        |

## Geschichte
Am 28. September 2010 wurde das „Erste Gesetz zur Kommunal- und Verwaltungsreform“ erlassen mit dem Ziel, Leistungsfähigkeit, Wettbewerbsfähigkeit und Verwaltungskraft der kommunalen Strukturen zu verbessern. Für Verbandsgemeinden wurde festgelegt, dass diese mindestens 12.000 Einwohner (Hauptwohnung am 30. Juni 2009) umfassen sollen. Die Verbandsgemeinde Kell am See unterschritt diesen Wert deutlich.
Am 25. April 2018 stimmte der Landtag dem Gesetzentwurf zur Fusion der Verbandsgemeinden Saarburg und Kell am See zu. Die Verbandsgemeinde Saarburg-Kell existiert offiziell seit dem 1. Januar 2019.

### Einwohnerentwicklung
| Verbandsgemeinde Saarburg-Kell: Einwohnerzahlen von 2012 bis 2024                                                                  | Verbandsgemeinde Saarburg-Kell: Einwohnerzahlen von 2012 bis 2024 | Verbandsgemeinde Saarburg-Kell: Einwohnerzahlen von 2012 bis 2024 | Verbandsgemeinde Saarburg-Kell: Einwohnerzahlen von 2012 bis 2024 | Verbandsgemeinde Saarburg-Kell: Einwohnerzahlen von 2012 bis 2024 |
| --- | ----------------------------------------------------------------- | ----------------------------------------------------------------- | ----------------------------------------------------------------- | ----------------------------------------------------------------- |
| Jahr |                                                                   |                                                                   |                                                                   | Einwohner                                                         |
| 2012 | 2012                                                              |                                                                   | 31.872                                                            | 31.872                                                            |
| 2015 | 2015                                                              |                                                                   | 32.530                                                            | 32.530                                                            |
| 2020 | 2020                                                              |                                                                   | 33.555                                                            | 33.555                                                            |
| 2024 | 2024                                                              |                                                                   | 33.586                                                            | 33.586                                                            |
| Quelle(n): statistik.rlp.de Anmerkung(en): Die Entwicklung der Einwohnerzahl, bezogen auf das heutige Gebiet der Verbandsgemeinde. |                                                                   |                                                                   |                                                                   |                                                                   |

## Politik

### Verbandsgemeinderat
Der Verbandsgemeinderat Saarburg-Kell besteht aus 40 ehrenamtlichen Ratsmitgliedern, die bei der Kommunalwahl am 9. Juni 2024 in einer personalisierten Verhältniswahl gewählt wurden, und dem Bürgermeister als Vorsitzendem. Wegen der Fusion der bisherigen Verbandsgemeinden Saarburg und Kell am See kam es am 14. Oktober 2018 zu einer vorgezogenen Kommunalwahl. Die Amtszeit der Ratsmitglieder begann bereits am 1. Januar 2019 und lief bis zu den regulären Wahlen 2024.
Die Sitzverteilung im Verbandsgemeinderat:
| Wahl | SPD | CDU | Grüne | FDP | FW | FWG | Jung | Gesamt   |
| ---- | --- | --- | ----- | --- | -- | --- | ---- | -------- |
| 2024 | 9   | 15  | 2     | –   | 4  | 6   | 4    | 40 Sitze |
| 2018 | 7   | 18  | 3     | 2   | –  | 7   | 3    | 40 Sitze |

- FWG = Freie Wählergruppe Verbandsgemeinde Saarburg-Kell e. V.
- Jung = Junge Liste e. V.

### Bürgermeister/Beigeordnete
Der bisherige Bürgermeister der Verbandsgemeinde Saarburg, Jürgen Dixius (CDU), wurde am 14. Oktober 2018 in einer Direktwahl mit 80,9 % der Stimmen zum ersten Bürgermeister der Verbandsgemeinde Saarburg-Kell gewählt. Er trat mit Bildung der neuen Verbandsgemeinde am 1. Januar 2019 sein neues Amt an, die Amtszeit beträgt acht Jahre.
Hauptamtlicher Erster Beigeordneter war bis Ende August 2022 Martin Alten (CDU), ehemaliger Bürgermeister der Verbandsgemeinde Kell am See.
Seit September 2022 ist Simone Thiel (CDU) hauptamtliche Erste Beigeordnete. Darüber hinaus hat die VG Saarburg-Kell weitere ehrenamtliche Beigeordnete.

### Wappen
Nach dem Fusionsvertrag führt die Verbandsgemeinde Saarburg-Kell das Wappen der bisherigen Verbandsgemeinde Saarburg weiter.
Die Blasonierung lautet: 
Im blauen Schildhaupt auf schwarzem Sockel eine silberne Burg, überhöht von einem silbernen Wellensparren. Umgeben von einem geständerten silbernen Bord mit gemeinem rotem Kreuz.